# 馬場口洋一
馬場口 洋一（ばばぐち よういち、1966年3月8日 - ）は、東京都中野区（出生地は千葉県千葉市）出身で日本の男性総合格闘家、二子山部屋所属の元大相撲力士。大相撲時代の四股名は若翔洋 俊一（わかしょうよう しゅんいち）、最高位は東張出関脇、キックボクシング・総合格闘技でのリングネームは若翔洋、WAKASHOYOを経て本名と同じ馬場口洋一にしたが、現在は再び若翔洋を名乗ってプロレスラーとして活動している。得意手は左四つ、寄り、小手投げ。
ステテコ隊に所属しておりNo.5を担当している。現在は、東京つけ蕎麦専門店『東京KING』東加古川駅前店の店長も務める。

## 経歴

### 大相撲時代
中野区立中野富士見中学校（現・南中野中学校。1学年先輩に野村義男がいる）を卒業後、1981年に二子山部屋（師匠は第45代横綱・若乃花）へ入門。同年5月場所に馬場口の四股名で初土俵を踏んだ。付き人を務めていた第59代横綱・隆の里による命名で三段目時代の1983年11月場所より四股名を紫電隆（しでんりゅう）と改名し、1986年1月場所に三段目優勝して幕下に定着した。しかし脊椎分離症によって休場が続いたこともあり、四股名も馬場口の名前に戻した。
治療のかいもあり、1991年5月場所で十両に昇進して若翔洋俊一と改名、十両を2場所で通過して同年9月場所に新入幕を果たした。1993年には元大関・貴ノ花の藤島部屋と合併して新・二子山部屋所属となり、後に横綱となる貴乃花、若乃花兄弟など稽古相手に恵まれた（若貴との対戦が無くなったことは一部で惜しまれた）。1993年1月場所では10勝5敗。続く1993年3月場所は小結昇進、横綱・曙を破るなどして10勝5敗の成績を挙げ、翌5月場所には関脇に昇進した。
貴闘力は「仲良いっていうよりも、だって…冗談抜きで、若翔洋さんだけかな?八百長していなかったの、(初代若乃花の)旧二子山部屋(からの旧藤島部屋への預かり弟子)で…」と証言しており、旧藤島部屋の力士とは気が合ったと語っている。特に3代若乃花と手が合った。貴闘力は若翔洋のことを、人付き合いがあまり器用ではない温和な人柄だったという趣旨の話をしている。
三役・幕内上位にいたが怪我のため、その後は伸び悩み幕内下位と十両を往復するなどして1997年9月場所には幕下まで陥落、同年11月場所限りで引退した。引退後は、年寄・音羽山を襲名して二子山部屋部屋付き親方として後進の指導にあたった。2000年3月、元小結・隆三杉の藤島親方が音羽山に名跡変更することになり日本相撲協会を退職した。
2012年12月より兵庫県加古川市で力士料理『若翔洋』をオープンしたが、2014年6月30日に賃貸契約と移転問題で閉店を余儀なくされた。2014年12月に雑誌のインタビューに応じた際には、霊園開発および墓石販売を行う『山石』の社長の支援もあって同社の告宣伝部門を務めており、山石ピクチャーズの専属タレントも行っていることを明かした。同年10月4日からは『BAN-BANラジオ』で毎週土曜日午後9時『ごっちゃんです!』の主役を務めており、居住状況についても「加古川市内一人暮らししてる。もちろん、住民票もちゃんと移したし、もうすっかり播州の人間だよ」と答えていた。時期は不明だが離婚している。

### 年寄名跡問題
2000年3月に横綱・若乃花が引退、横綱の特権として5年間は現役名のまま相撲協会に残ることができるが、若翔洋は相撲界の政治に巻き込まれ退職させられた。
直後に若乃花は藤島を襲名、前藤島の隆三杉が音羽山を襲名した。（音羽山は貴ノ浪所有）。

### 格闘家への転向
- 2004年6月 - パンクラスMEGATONに入団
- 2005年1月 - TEAM PAON結成、フリーへ転向
- 2005年3月19日 - K-1でリングネーム若翔洋として格闘家デビュー、7月6日 - HERO'Sで総合格闘技デビュー
- 2006年4月 - リングネームをWAKASHOYOに変更[8]
- 2007年9月8日 - プロレスのIGF「GENOME」でエリック・パーソンと対戦し、STFでギブアップ負け
- 2008年3月29日 - リングネームを本名の馬場口洋一に変更し、DEEP メガトンGPに出場。1回戦で鶴亀金太郎と対戦し、TKO勝ち。格闘家転身後、初勝利を挙げた。6月23日 - IGF「GENOME5 〜北海道元気サミット〜」でエリック・ハマーと対戦し、KO負け。8月15日 - IGF「GENOME6 闘魂BOM-BA-YE」で澤田敦士と対戦し、フォール負け。
- 2011年12月6日 - フリーの立場として若翔洋のリングネームで武道掣圏第二回大会に出場。第9試合（無差別級）で柴田正人と対戦し、2本選手で勝利。
- 2014年4月16日、リアルジャパンでデビューを迎えを行い、タカ・クノウと対戦。3分20秒、腕ひしぎ十字固めでギブアップ負け。[9]
- 2016年6月 ジャパンプロレス2000 J2000選手権チャンピオン
- 2018年4月29日 KING7 MMA無差別級 初代チャンピオン

## 戦績

### 総合格闘技
| 総合格闘技 戦績 | 総合格闘技 戦績 | 総合格闘技 戦績 | 総合格闘技 戦績 | 総合格闘技 戦績 | 総合格闘技 戦績 | 総合格闘技 戦績 |
| --------------- | --------------- | --------------- | --------------- | --------------- | --------------- | --------------- |
| 7 試合          | (T)KO           | 一本            | 判定            | その他          | 引き分け        | 無効試合        |
| 1 勝            | 1               | 0               | 0               | 0               | 1               | 0               |
| 5 敗            | 4               | 1               | 0               | 0               | 1               | 0               |

| 勝敗 | 対戦相手         | 試合結果                             | 大会名                                                   | 開催年月日     |
| ×    | 藤沼弘秀         | 1R 0:17 TKO（スタンドパンチ連打）    | DEEP 47 IMPACT                                           | 2010年4月17日  |
| ×    | 川口雄介         | 1R 0:16 TKO（パウンド）              | club DEEP TOKYO 〜メガトンGP 2008〜 【メガトンGP 2回戦】 | 2008年5月24日  |
| ○    | 鶴亀金太郎       | 1R 1:22 TKO（右フック→パウンド）     | DEEP メガトンGP 2008 【メガトンGP 1回戦】                | 2008年3月29日  |
| ×    | 謙吾             | 1R 0:20 TKO（パウンド）              | CAGE FORCE EX -western bound-                            | 2007年2月17日  |
| ×    | 浜中和宏         | 1R 1:22 チキンウィングアームロック   | HERO'S 2006                                              | 2006年5月3日   |
| △    | 西田操一         | 5分2R終了 判定0-0                    | D.O.G                                                    | 2005年12月11日 |
| ×    | ピーター・アーツ | 1R 1:36 TKO（右ストレート→パウンド） | HERO'S 2005 ミドル級世界最強王者決定トーナメント開幕戦   | 2005年7月6日   |

### キックボクシング
| キックボクシング 戦績 | キックボクシング 戦績 | キックボクシング 戦績 | キックボクシング 戦績 | キックボクシング 戦績 | キックボクシング 戦績 | キックボクシング 戦績 |
| --------------------- | --------------------- | --------------------- | --------------------- | --------------------- | --------------------- | --------------------- |
| 6 試合                | (T)KO                 | 判定                  | その他                | 引き分け              | 無効試合              |                       |
| 0 勝                  | 0                     | 0                     | 0                     | 1                     | 0                     |                       |
| 5 敗                  | 5                     | 0                     | 0                     | 1                     | 0                     |                       |

| 勝敗 | 対戦相手       | 試合結果                               | 大会名                                       | 開催年月日     |
| ×    | 昇平           | 1R 0:46 TKO（ローキック）              | 宇都宮蹴拳伝 Vol.2 〜宇都宮四天王凱旋!〜     | 2009年3月29日  |
| ×    | 上野正美       | 1R 0:40 KO（ローキック）               | CHIKUSEI FIGHTING DREAM                      | 2008年9月15日  |
| ×    | 濱田淳史       | 1R 1:55 KO（右ローキック）             | 燃えろドラゴン! その壱                       | 2007年12月22日 |
| ×    | 嚴士鎔         | 1R 0:54 KO（右ローキック）             | 新日本キックボクシング協会「TITANS NEOS II」 | 2007年9月16日  |
| △    | ミスター神風   | 3R終了 判定0-0                         | 琉球 Kamikaze Spirits                        | 2005年11月13日 |
| ×    | チェ・ホンマン | 1R 1:40 TKO（2ノックダウン：右フック） | K-1 WORLD GP 2005 in SEOUL 【ASIA GP 1回戦】 | 2005年3月19日  |

## 主な成績

### 大相撲
- 通算成績：499勝444敗52休（100場所）勝率.529[10]
- 幕内成績：144勝185敗16休 勝率.438
- 幕内在位：23場所
- 三役在位：4場所（関脇1場所、小結3場所）
- 三賞：2回
  - 敢闘賞：2回（1993年1月場所、1993年3月場所）
- 金星：なし
- 各段優勝
  - 十両優勝：1回（1992年7月場所）
  - 三段目優勝：1回（1986年1月場所）

#### 場所別成績
| | 一月場所 初場所（東京）   | 三月場所 春場所（大阪） | 五月場所 夏場所（東京）   | 七月場所 名古屋場所（愛知） | 九月場所 秋場所（東京） | 十一月場所 九州場所（福岡） |
| --- | ------------------------- | ----------------------- | ------------------------- | --------------------------- | ----------------------- | --------------------------- |
| 1981年 （昭和56年） | x                         | x                       | （前相撲）                | 西序ノ口29枚目 4–3          | 西序二段139枚目 4–3     | 東序二段115枚目 4–3         |
| 1982年 （昭和57年） | 東序二段93枚目 4–3        | 東序二段64枚目 3–4      | 西序二段81枚目 4–3        | 西序二段55枚目 3–4          | 東序二段71枚目 5–2      | 西序二段27枚目 2–5          |
| 1983年 （昭和58年） | 東序二段49枚目 4–3        | 西序二段34枚目 5–2      | 西三段目89枚目 5–2        | 西三段目60枚目 4–3          | 西三段目45枚目 2–5      | 西三段目72枚目 3–4          |
| 1984年 （昭和59年） | 西三段目83枚目 4–3        | 西三段目62枚目 3–4      | 西三段目81枚目 4–3        | 西三段目62枚目 5–2          | 東三段目33枚目 5–2      | 西三段目筆頭 1–6            |
| 1985年 （昭和60年） | 西三段目39枚目 5–2        | 西三段目9枚目 3–4       | 西三段目24枚目 5–2        | 東幕下55枚目 2–5            | 西三段目22枚目 3–4      | 東三段目35枚目 4–3          |
| 1986年 （昭和61年） | 東三段目15枚目 優勝 7–0   | 東幕下20枚目 3–4        | 東幕下34枚目 3–4          | 東幕下48枚目 5–2            | 西幕下24枚目 2–5        | 東幕下42枚目 5–2            |
| 1987年 （昭和62年） | 東幕下28枚目 1–6          | 西幕下56枚目 6–1        | 西幕下28枚目 4–3          | 西幕下19枚目 2–5            | 西幕下39枚目 6–1        | 東幕下19枚目 5–2            |
| 1988年 （昭和63年） | 東幕下10枚目 4–3          | 東幕下6枚目 0–3–4       | 東幕下41枚目 4–3          | 東幕下30枚目 5–2            | 西幕下17枚目 6–1        | 東幕下4枚目 5–2             |
| 1989年 （平成元年） | 西幕下筆頭 0–1–6          | 東幕下36枚目 0–2–5      | 東三段目12枚目 休場 0–0–7 | 西三段目72枚目 6–1          | 西三段目20枚目 5–2      | 西幕下50枚目 休場 0–0–7     |
| 1990年 （平成2年） | 東三段目31枚目 休場 0–0–7 | 東三段目92枚目 6–1      | 東三段目38枚目 5–2        | 東三段目12枚目 6–1          | 東幕下40枚目 5–2        | 東幕下20枚目 5–2            |
| 1991年 （平成3年） | 東幕下10枚目 6–1          | 西幕下3枚目 5–2         | 東十両11枚目 10–5         | 西十両3枚目 9–6             | 東前頭13枚目 3–12       | 西十両4枚目 10–5            |
| 1992年 （平成4年） | 西前頭15枚目 6–9          | 東十両2枚目 10–5        | 東前頭11枚目 5–10         | 西十両筆頭 優勝 11–4        | 西前頭13枚目 10–5       | 東前頭4枚目 8–7             |
| 1993年 （平成5年） | 西前頭3枚目 10–5 敢       | 西小結 10–5 敢          | 東張出関脇 7–8            | 西小結 7–8                  | 東前頭筆頭 5–10         | 西前頭5枚目 8–7             |
| 1994年 （平成6年） | 西小結 6–9                | 東前頭2枚目 4–11        | 東前頭10枚目 2–13         | 東十両6枚目 8–7             | 西十両4枚目 9–6         | 西十両筆頭 11–4             |
| 1995年 （平成7年） | 東前頭15枚目 8–7          | 西前頭12枚目 9–6        | 東前頭4枚目 3–12          | 東前頭15枚目 11–4           | 東前頭4枚目 7–8         | 西前頭4枚目 5–9–1           |
| 1996年 （平成8年） | 東前頭10枚目 休場 0–0–15  | 東前頭10枚目 6–9        | 西前頭14枚目 4–11         | 東十両7枚目 11–4            | 東十両3枚目 5–10        | 西十両9枚目 9–6             |
| 1997年 （平成9年） | 東十両5枚目 10–5          | 東十両2枚目 4–11        | 西十両7枚目 8–7           | 東十両5枚目 1–14            | 東幕下7枚目 3–4         | 西幕下13枚目 引退 1–1–0     |
| 各欄の数字は、「勝ち-負け-休場」を示す。 優勝 引退 休場 十両 幕下 三賞：敢=敢闘賞、殊=殊勲賞、技=技能賞 その他：★=金星 番付階級：幕内 - 十両 - 幕下 - 三段目 - 序二段 - 序ノ口 幕内序列：横綱 - 大関 - 関脇 - 小結 - 前頭（「#数字」は各位内の序列） |                           |                         |                           |                             |                         |                             |

### 幕内対戦成績
| 力士名   | 勝数 | 負数 | 力士名   | 勝数 | 負数 | 力士名   | 勝数 | 負数 | 力士名   | 勝数 | 負数 |
| -------- | ---- | ---- | -------- | ---- | ---- | -------- | ---- | ---- | -------- | ---- | ---- |
| 蒼樹山   | 0    | 1    | 安芸乃島 | 1    | 1    | 曙       | 1    | 8    | 朝乃翔   | 1    | 2    |
| 朝乃若   | 2    | 4    | 旭里     | 2    | 0    | 旭豊     | 1    | 3    | 巨砲     | 1    | 1    |
| 小城錦   | 4    | 1    | 小城ノ花 | 1    | 3    | 魁皇     | 1    | 2    | 春日富士 | 5    | 3    |
| 巌雄     | 0    | 2    | 北勝鬨   | 1    | 7    | 旭豪山   | 1    | 0    | 旭道山   | 9    | 3    |
| 鬼雷砲   | 1    | 5    | 霧島     | 5    | 4    | 起利錦   | 0    | 2    | 久島海   | 6    | 1    |
| 剣晃     | 2    | 4    | 琴稲妻   | 6    | 6    | 琴ヶ梅   | 2    | 3    | 琴椿     | 2    | 1    |
| 琴錦     | 3    | 6    | 琴ノ若   | 3    | 9    | 琴富士   | 3    | 4    | 琴別府   | 7    | 4    |
| 小錦     | 7    | 6(1) | 逆鉾     | 2    | 0    | 敷島     | 0    | 1    | 大至     | 3    | 1    |
| 大翔鳳   | 4(1) | 6    | 大翔山   | 5    | 0    | 大善     | 1    | 5    | 貴闘力   | 1    | 1    |
| 貴ノ浪   | 1    | 2    | 貴乃花   | 0    | 2    | 孝乃富士 | 0    | 1    | 立洸     | 1    | 3    |
| 玉海力   | 2    | 0    | 常の山   | 1    | 1    | 寺尾     | 2    | 8    | 時津洋   | 1    | 4    |
| 土佐ノ海 | 1    | 1    | 栃乃和歌 | 6    | 7    | 巴富士   | 2    | 2    | 智ノ花   | 1    | 4    |
| 豊ノ海   | 1    | 3    | 濱ノ嶋   | 2    | 3    | 肥後ノ海 | 2    | 4    | 舞の海   | 3    | 4    |
| 水戸泉   | 4    | 7    | 湊富士   | 1    | 4    | 武蔵丸   | 5    | 7    | 武双山   | 1    | 3    |
| 両国     | 1    | 1    | 若瀬川   | 1    | 1    | 若乃花   | 3    | 0    | 和歌乃山 | 1    | 0    |

## 改名歴
- 馬場口 洋一（ばばぐち よういち）1981年5月場所-1983年9月場所
- 紫電隆 洋一（しでんりゅう よういち）1983年11月場所-1989年11月場所
- 馬場口 洋一（ばばぐち よういち）1990年1月場所-1991年3月場所
- 若翔洋 俊一（わかしょうよう しゅんいち）1991年5月場所-1997年11月場所

## 年寄変遷
- 音羽山 俊一（おとわやま しゅんいち）1997年11月-1998年1月
- 音羽山 洋一（おとわやま よういち）1998年1月-2000年3月

## リングネーム
- 若翔洋（わかしょうよう）2005年3月-2006年4月、2010年4月-
- WAKASHOYO（わかしょうよう）2006年4月-2008年3月
- 馬場口 洋一（ばばぐち よういち）2008年3月-2010年4月
- 若翔洋（わかしょうよう）2010年4月-

## テレビ出演
- 全日本聞き上手選手権(サンテレビ)：毎週木曜日23:40～23:45 提供：山石ピクチャーズ【山石隊長】
- ステテコファイトクラブ（サンテレビ）：毎週木曜日23:40～23:45
- 大相撲いぶし銀列伝・若翔洋篇（フジテレビONE TWO NEXT、2019年）